# Городской староста
Городской староста — в Российской империи глава администрации города с упрощённым городским управлением.
При упрощённом управлении сход домохозяев города избирал собрание 12-15 уполномоченных (выборщиков), а те выбирали городского старосту и одного-двух помощников.
На городского старосту были возложены также и все дела по мещанскому управлению.
Городской староста имел чин низкого X класса. Для сравнения, городской голова в обычных городах имел чин VIII класса, а в губернских — VI.